# Stierop
Stierop (voorheen Stierp) is een buurtschap en een poldergebied in de gemeente Castricum, in de Nederlandse provincie Noord-Holland.
De naam van deze polder wordt ook gebruikt om verschillende gerelateerde zaken aan te duiden. Ten eerste beschrijft het het stuk ingepolderd land aan de zuidzijde van het eiland de Woude nabij Markenbinnen. Dan is de weg die door de polder loopt ook voorzien van deze naam evenals het veenstroompje (voorheen de Steyrup) dat door de polder loopt. Het begrip Wijde Stierop duidt het zuidoostelijke deel van het Alkmaarder en Uitgeestermeer aan. Het scoutingcentrum "de Stierop" ligt aan de kruising van de Markervaart en de Enge Stierop.
Dorpen: Akersloot · Bakkum · Bakkum-Noord · Castricum · Castricum aan Zee · Dusseldorp · Limmen · De Woude

Buurtschappen: Boekel · Duin en Bosch · Heemstee · Klein Dorregeest (deels) · Kogerpolder (deels) · Molendijk · Noord-End · Noord-Bakkum · Oosterbuurt · Oosterzij (deels) · Schulpstet · Starting · Stierop
Noord-Holland: Steden en dorpen      Nederland: Provincies · Gemeenten